# 闭箭石目
闭箭石目（学名：Phragmoteuthida）是一类形似管鱿目的头足纲动物，其特征是扇形的前甲附着在类似于箭石目的闭锥壳上。

## 描述
Jeletzky描述称闭箭石目的壳有一个大的三角形结构，扇状的前甲，形成了壳的最长部分，它附着在一个相对较小的闭锥的大约前四分之三的长度上，它的闭锥具有小的壳室。它们长着像箭石目的鳍，喙膈肌较退化，类似箭石目的腕钩，一个墨囊，类似于鱿鱼的喙和一个肌膜。
Donovan于2006年对来自于英格兰多塞特郡侏罗纪的闭箭石目化石进行了类似的描述，并注意到闭箭石目闭锥的顶角在20至30度之间，与箭石目相比，它们的壳室相对较少，如三叠纪物种中的多层圆锥形壳室，厚的体管，和长的三角形的前甲。它们的触手短，并带有一对弯曲的钩子。

## 分类[2]
- †闭箭石目 Phragmoteuthida
  - †闭箭石科 Phragmoteuthidae
    - †Breviconoteuthis
    - †闭箭石属 Phragmoteuthis

  - 未定科
    - †二叠箭石属 Permoteuthis
    - Lunzoteuthis 属
    - Winkleriteuthis 属
    - Zugmontites 属

## 註腳
1. 1 2  Doguzhaeva, L. 2002. Adolescent bactritoid, orthoceroid, ammonoid and coleoid shells from the Upper Carboniferous and Lower Permian of the South Urals.PDF Abhandlungen der Geologischen Bundesanstalt 57: 9–55.
2. ↑  Dirk Fuchs and Desmond Donovan. . . 2018.